# آبشار راجات پراپات
آبشار راجات پراپات (به انگلیسی: Rajat Prapat) آبشاری است که در مادایا پرادش، هند واقع شده و ارتفاع کلی ریزشگاه آن ۱۰۷ متر (۳۵۱ فوت) است.